# Удер
Удер (њем. Uder) општина је у њемачкој савезној држави Тирингија. Једно је од 89 општинских средишта округа Ајхсфелд. Према процјени из 2010. у општини је живјело 2.579 становника. Посједује регионалну шифру (AGS) 16061097.

## Географски и демографски подаци
Удер се налази у савезној држави Тирингија у округу Ајхсфелд. Општина се налази на надморској висини од 230 метара. Површина општине износи 13,9 km². У самом мјесту је, према процјени из 2010. године, живјело 2.579 становника. Просјечна густина становништва износи 186 становника/km².